# Klasztor Sióstr Bernardynek w Kończyskach

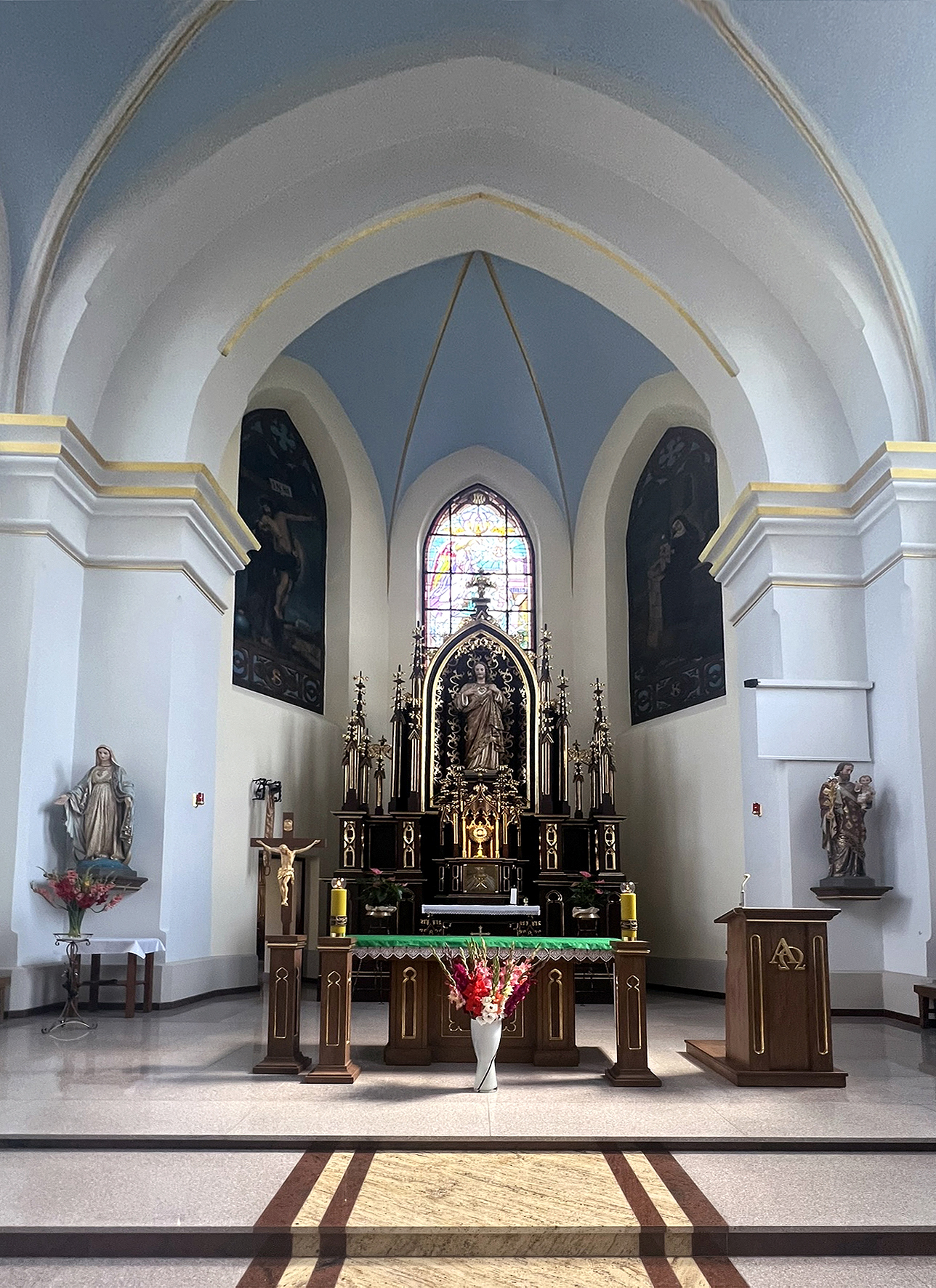
Wnętrze kościoła konwentualnego p.w. Najświętszego Serca Pana Jezusa w Kończyskach

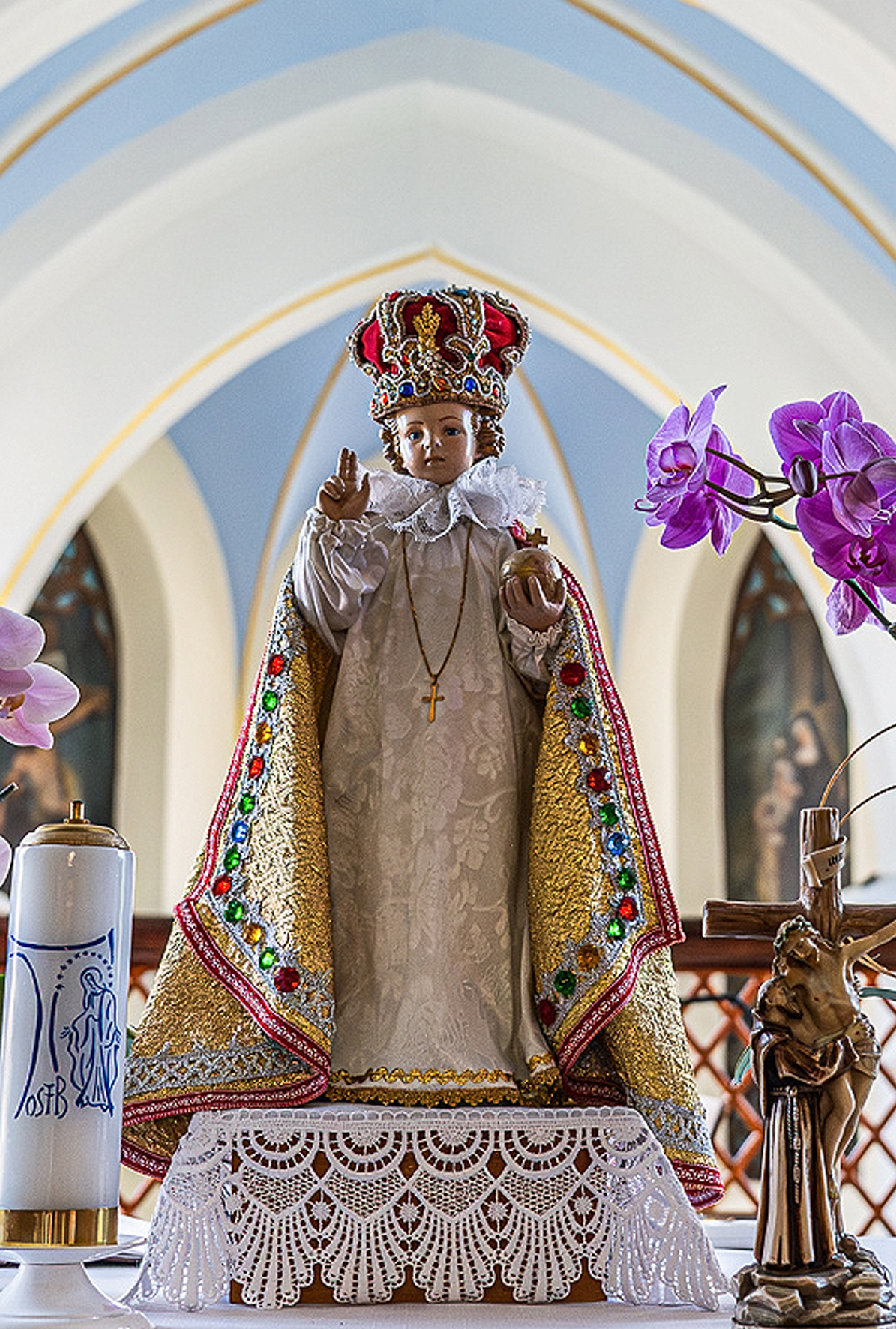
Kopia praskiej figurki Dzieciątka Jezus w kościele w Kończyskach

Klasztor Sióstr Bernardynek w Kończyskach wraz z kościołem Najświętszego Serca Pana Jezusa -  w najbliższym sąsiedztwie Zakliczyna w kierunku południowo-wschodnim, w województwie małopolskim.

## Historia
Franciszkański zakon żeński, znany w Polsce pod nazwą Sióstr Bernardynek, sięga swymi    początkami połowy XV w. Jego powstanie wiąże się z działalnością w Krakowie św. Jana Kapistrana. W 1453 r. założył on pierwszy klasztor pod wezwaniem świętego Bernardyna ze Sieny i dlatego zakonników zaczęto powszechnie nazywać “Bernardynami”.  Nazwa ta przeszła na żeńskie wspólnoty, które powstawały w pobliżu klasztorów Bernardynów i przechodziły pod duchową opiekę braci.
Na przestrzeni kilku wieków funkcjonowania Zakonu, istniało ponad 30 klasztorów  Sióstr  –  obecnie  jest  ich  11 (9  w  Polsce, 1 w Rudaminie na Litwie i 1 w Słonimiu na Białorusi). Większość klasztorów zanikła wskutek kasaty. Przez cały czas swego istnienia, Bernardynki zachowały charakter kontemplacyjny.  Oficjalna nazwa Zakonu brzmi: “Mniszki Trzeciego Zakonu Regularnego Św. Franciszka z Asyżu”.
Jednym z domów zakonnych Sióstr Bernardynek jest Klasztor położony 30 km na południe od Tarnowa, w Kończyskach koło Zakliczyna nad Dunajcem. Jest to Klasztor kontemplacyjny z papieską klauzurą. Osadzony w przepięknym podgórskim krajobrazie stanowi prawdziwą oazę ciszy i modlitwy.
Założycielką  Klasztoru  pod  wezwaniem  Najświętszego Serca Pana Jezusa w Zakliczynie jest M. Jadwiga Jurkiewicz (1829-1909). W 1882 r. zachorowała na ciężkie zapalenie oczu, natomiast jej sekretarka s. Elżbieta Schirmeisen, na gruźlicę płuc i łączące się z tym krwotoki.  Lekarz zalecił obydwu Siostrom wyjazd na wieś.  Korzystając z zaproszenia swego wuja, ks. Jakuba Rozwadowskiego, który wówczas był proboszczem i dziekanem zakliczyńskim - Siostry przybyły do Zakliczyna 2 sierpnia 1882 r., w święto Matki Bożej Anielskiej.
Ich pierwszą, sześcioletnią siedzibą, był zakupiony domek w bezpośrednim sąsiedztwie plebanii i kościoła parafialnego p.w. św. Idziego Opata. Życzliwe przyjęcie z jakim spotkały się w Zakliczynie nasunęło im myśl, aby pozostać na stałe i założyć tam Klasztor. W związku z tym Siostry skierowały prośbę do Stolicy Apostolskiej.  Stolica Apostolska pod datą 13 lipca 1883 r. udzieliła Ordynariuszowi Tarnowskiemu władzy, „ażeby dokonał erekcji kanonicznej nowego klasztoru”.
Ta data uznawana jest za dzień narodzin Klasztoru w Zakliczynie. W uroczystość św. Anny – 26 lipca 1883 r., prowincjał Bernardynów – o. Norbert Golichowski wręczył M. Jadwidze Jurkiewicz dokument Stolicy Apostolskiej, przyznając jej tytuł fundatorki nowego Klasztoru.
Z powodu ciasnoty ss. Bernardynki drogą zamiany dwóch zakliczyńskich posesji wraz z dopłatą zakupiły w pobliskiej wsi Kończyska "Leśniczówkę" (str. 51) wraz z otaczającym ją terenem, dokąd przeprowadziły się dnia 25 października 1888 r. Były to dwa stare domki, w których urządziły kapliczkę, refektarz oraz cele do zamieszkania. Życie  w  nowym  Klasztorze  rozwijało  się  z  dnia  na  dzień. Kosztowało ono wiele wyrzeczeń i trudności. W czasie swojego pobytu zarówno w Zakliczynie jak i w Kończyskach, Siostry prowadziły intensywną kwestę (także za granicą) na nowy kościół i klasztor(str. 93). Kamień węgielny pod tę budowę został poświęcony i wmurowany dnia 2 lipca 1889 r. przez miejscowego proboszcza - ks. Antoniego Ochmańskiego. Budowę ukończono przed zimą 1890 r., a 25 listopada 1890 r. dokonał poświęcenia również  ks. Antoni Ochmański.  Od tego dnia miejscu temu patronuje Najświętsze Serce Pana Jezusa. W dniu 6 czerwca 1904 r., kiedy biskup tarnowski Leon Wałęga dokonywał konsekracji Kościoła, Klasztor liczył już 15 sióstr. W tym czasie datuje się w tym Zgromadzeniu wzrost kultu Dzieciątka Jezus, zwieńczony sprowadzeniem w roku 1910 z Pragi czeskiej kopii znanej figurki Dzieciątka.
W latach 1910 – 11 wybudowano mur okalający do dziś zabudowania i ogród klasztorny.  W 1911 r. Siostry założyły i przez pewien czas prowadziły szkółkę elementarną; uczyły też robót ręcznych.   Siostry zewnętrzne – wyznaczone na pewien czas do zajęć poza klauzurą – pełniły służbę samarytańską wśród okolicznej ludności, odwiedzając chorych i służąc im pomocą.  Klasztor przetrwał szczęśliwie obie wojny, nie ponosząc większych szkód.
Siostry z Zakliczyna dały początek wspólnotom zakonnym o charakterze czynnym, które  rozwijają działalność w Ameryce Północnej i Południowej. To właśnie z Zakliczyna w 1894 r. wyjechało do Stanów Zjednoczonych 5 sióstr, a w 1929 r(str. 196). druga grupa bernardynek do Brazylii. Kilkudniowe uroczystości jubileuszowe 50-ej rocznicy założenia Klasztoru miały miejsce w ostatniej dekadzie listopada 1940 roku(str. 225).
Klasztor podlega jurysdykcji Ordynariusza Tarnowskiego, a opiekę duchową od początku fundacji sprawują Ojcowie Franciszkanie z Prowincji Matki Bożej Anielskiej. Od 15 marca 1976 r. w przyklasztornym Kościele Sióstr Bernardynek jest całodzienna Adoracja Najświętszego Sakramentu. W roku 1983, w dniach od 14 do 21 sierpnia odbyły się uroczyste obchody Jubileuszu 100-ej rocznicy narodzin Klasztoru Sióstr Bernardynek w Kończyskach.